# Aloe christianii
Aloe christianii là một loài thực vật có hoa trong họ Măng tây. Loài này được Reynolds mô tả khoa học đầu tiên năm 1936.

## Hình ảnh

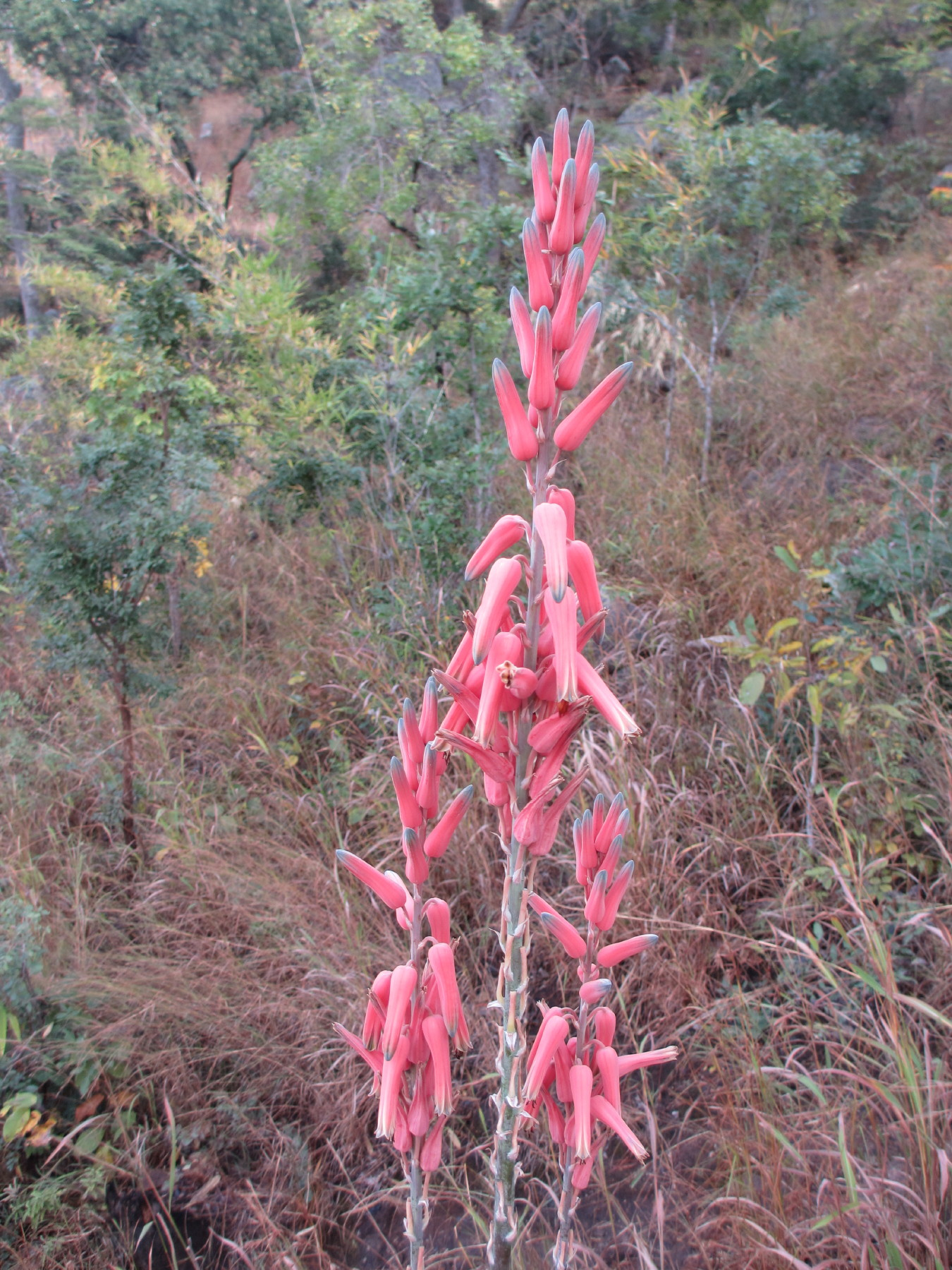
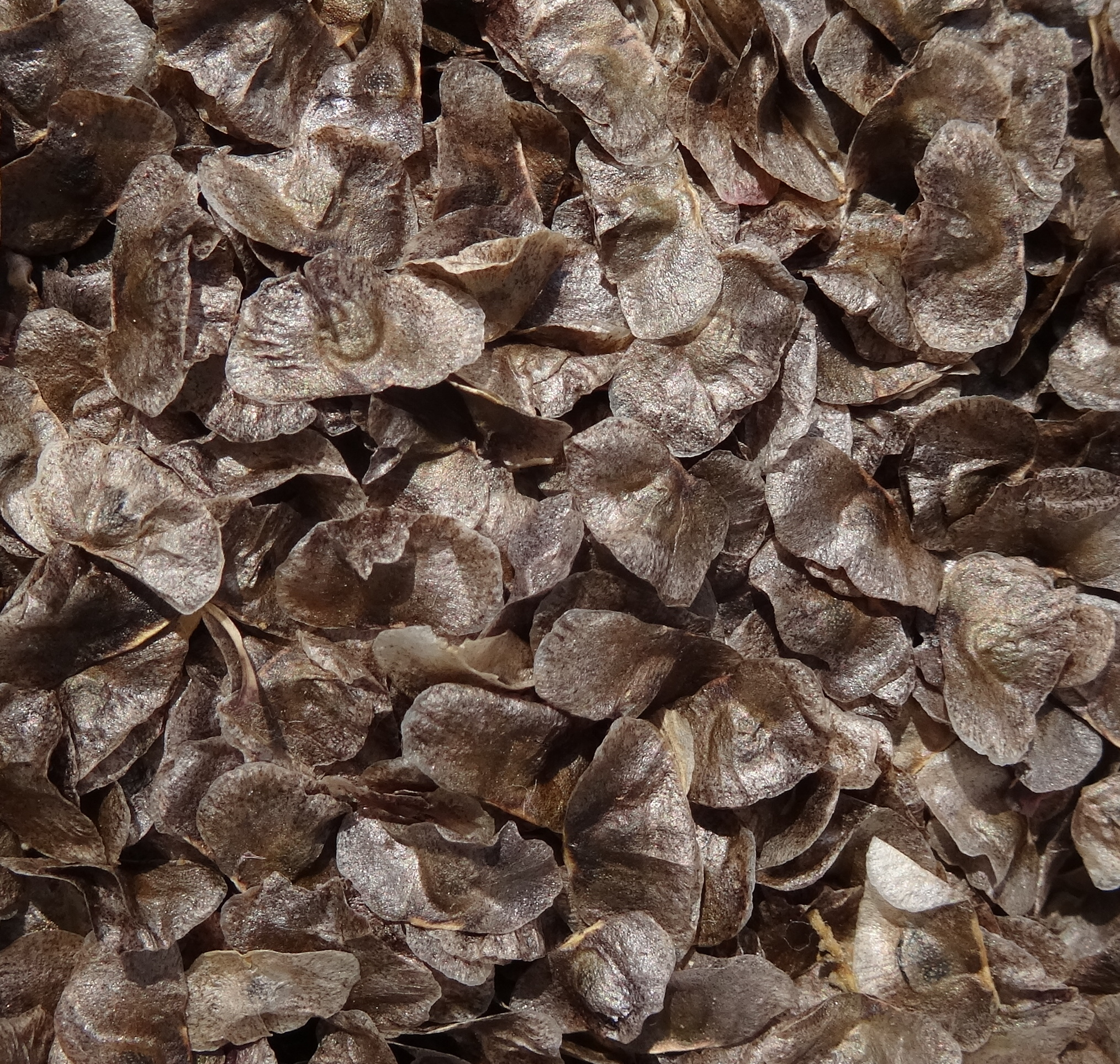